# Rödryggig sultanspett
Rödryggig sultanspett (Chrysocolaptes stricklandi) är en fågel i familjen hackspettar inom ordningen hackspettartade fåglar.

## Utseende och läte
Rödryggig sultanspett är en stor (29-30 cm) hackspett, lik större sultanspett som den tidigare behandlades som underart till. Den skiljer sig dock genom karmosinröd istället för guldfärgad ovansida, gul näbb (ej svart), mycket svagare vitt streck bakom ögat och svagare mustaschstreck. Det vanligaste lätet är ett mycket snabbt och gällt "kiriririri", mycket snabbare än större sultanspettens motsvarande läte.

## Utbredning och systematik
Fågeln är endemisk för Sri Lanka. Tidigare betraktades rödryggig sultanspett tillsammans med ett antal andra arter i Sydostasien och på Filippinerna som en enda art, Chrysocolaptes lucidus, med det svenska trivialnamnet större sultanspett, och vissa gör det fortfarande. Den urskiljs dock numera vanligen som egen art efter studier.

## Levnadssätt
Rödryggig sultanspett hittas i både låglänt och mer högt belägen skog, huvudsakligen i den så kallade fuktzonen, men även i andra beskogade miljöer. Den födosöker på stora träd på jakt efter ryggradslösa djur som skalbaggar och myror, men troligen även visst växtmaterial. Fågeln häckar huvudsakligen mellan oktober och mars, ibland även tidigare i augusti och september. Både hanen och honan hackar ut bohålet upp till 20 meter upp i ett träd. Arten är stannfågel.

## Status och hot
Arten har ett stort utbredningsområde och en stor population, men tros minska i antal, dock inte tillräckligt kraftigt för att den ska betraktas som hotad. Internationella naturvårdsunionen IUCN kategoriserar därför arten som livskraftig (LC).

## Namn
Fågelns vetenskapliga artnamn hedrar den brittiske geologen och zoologen Hugh Edwin Strickland (1811-1853).